# 東京都第8区
東京都第8区（とうきょうとだい8く）は、日本の衆議院議員総選挙における選挙区。1994年（平成6年）の公職選挙法改正で設置。

## 区域

### 現在の区域
2022年（令和4年）公職選挙法改正以降の区域は以下のとおりである。一部は27区に移行した。
- 杉並区（中西部）
  - 下高井戸1〜5丁目、永福1丁目2〜44番、永福2〜4丁目、浜田山1〜4丁目、大宮2丁目5〜18番、高円寺南2〜4丁目、高円寺北2〜4丁目、阿佐谷南1〜3丁目、阿佐谷北1〜6丁目、天沼1〜3丁目、本天沼1〜3丁目、成田西1〜4丁目、成田東1〜5丁目、荻窪1〜5丁目、南荻窪1〜4丁目、上荻1〜4丁目、西荻南1〜4丁目、西荻北1〜5丁目、今川1〜4丁目、清水1〜3丁目、桃井1〜4丁目、井草1〜5丁目、下井草1〜5丁目、上井草1〜4丁目、善福寺1〜4丁目、松庵1〜3丁目、宮前1〜5丁目、久我山1〜5丁目、高井戸東1〜4丁目、高井戸西1〜3丁目、上高井戸1〜3丁目

### 2017年から2022年までの区域
2017年（平成29年）公職選挙法改正から2022年の小選挙区改定までの区域は以下のとおりである。2017年の区割り変更により、杉並区の一部が本区から7区に移行した。
- 杉並区（7区に属する方南1・2丁目以外の区域）
  - 井草1〜5丁目、上井草1〜4丁目、下井草1〜5丁目、善福寺1〜4丁目、今川1〜4丁目、桃井1〜4丁目、西荻北1〜5丁目、上荻1〜4丁目、清水1〜3丁目、本天沼1〜3丁目、天沼1〜3丁目、阿佐谷北1〜6丁目、阿佐谷南1〜3丁目、高円寺北1〜4丁目、高円寺南1〜5丁目、和田1〜3丁目、和泉1〜4丁目、堀ノ内1〜3丁目、松ノ木1〜3丁目、大宮1・2丁目、梅里1・2丁目、久我山1〜5丁目、高井戸西1〜3丁目、上高井戸1〜3丁目、永福1〜4丁目、浜田山1〜4丁目、下高井戸1〜5丁目、高井戸東1〜4丁目、成田東1〜5丁目、成田西1〜4丁目、荻窪1〜5丁目、南荻窪1〜4丁目、西荻南1〜4丁目、松庵1〜3丁目、宮前1〜5丁目

### 2017年以前の区域
1994年（平成6年）公職選挙法改正から2017年の小選挙区改定までの区域は以下のとおりである。
- 杉並区

## 歴史
- 第41回衆議院議員総選挙（1996年）〜第48回衆議院議員総選挙（2017年）
  - かつては自由民主党の地盤が強固な保守王国の1つであった。石原慎太郎元東京都知事の長男で、野党時代に党幹事長を務め、党政調会長・国交相・環境相・経済再生担当相など党役員や重要閣僚を歴任した石原伸晃が強固な地盤を築き、小選挙区制導入後、対立候補に最低でも3万票以上の大差をつけて1度も比例復活を許さない安定した選挙戦を続けていた。

- 第49回衆議院議員総選挙（2021年）
  - 前回出馬した立憲の吉田晴美が引き続き活動していたが、れいわ新選組代表の山本太郎が10月8日に突如出馬を表明したため、事態が混乱した。結局11日に山本が出馬撤回を発表し、それに続いて共産も候補者を取り下げ、吉田が野党統一候補として出馬した[7][8]。その結果、吉田が3万票以上の差をつけ圧勝する形で初当選を果たし、石原は比例復活もできず落選した。なお、同選挙区には石原と吉田のほかに元自民党員で日本維新の会公認候補の笠谷圭司（元三田市議会議員）も立候補しており、石原陣営は投票前に「自民党への票を食い荒らし、勝敗を左右しかねない」と警戒していた[9]。石原が吉田に差をつけられた票数は、笠谷が獲得した票数よりも小さかった[10]。選挙後、石原は内閣官房参与に就任したが、雇用調整助成金の不適切な支給が発覚し、ほどなくして辞任となった。

- 第50回衆議院議員総選挙（2024年）
  - 前回選で初当選し、9月の代表選にも立候補した吉田が石原に代わって自民党の公認を受けた新人に対し4万票あまりの差を付けて当選。

## 選出議員
| 選挙名                 | 年     | 当選者   | 党派       |
| ---------------------- | ------ | -------- | ---------- |
| 第41回衆議院議員総選挙 | 1996年 | 石原伸晃 | 自由民主党 |
| 第42回衆議院議員総選挙 | 2000年 | 石原伸晃 | 自由民主党 |
| 第43回衆議院議員総選挙 | 2003年 | 石原伸晃 | 自由民主党 |
| 第44回衆議院議員総選挙 | 2005年 | 石原伸晃 | 自由民主党 |
| 第45回衆議院議員総選挙 | 2009年 | 石原伸晃 | 自由民主党 |
| 第46回衆議院議員総選挙 | 2012年 | 石原伸晃 | 自由民主党 |
| 第47回衆議院議員総選挙 | 2014年 | 石原伸晃 | 自由民主党 |
| 第48回衆議院議員総選挙 | 2017年 | 石原伸晃 | 自由民主党 |
| 第49回衆議院議員総選挙 | 2021年 | 吉田晴美 | 立憲民主党 |
| 第50回衆議院議員総選挙 | 2024年 | 吉田晴美 | 立憲民主党 |

## 選挙結果
時の内閣：第1次石破内閣 解散日：2024年10月9日 公示日：2024年10月15日
当日有権者数：38万9683人 最終投票率：60.04% （全国投票率：53.85%（2.08%））
| 当落 | 候補者名   | 年齢 | 所属党派     | 新旧 | 得票数    | 得票率 | 惜敗率 | 推薦・支持               | 重複 |
| ---- | ---------- | ---- | ------------ | ---- | --------- | ------ | ------ | ------------------------ | ---- |
| 当   | 吉田晴美   | 52   | 立憲民主党   | 前   | 116,426票 | 51.05% | ――     | 社会民主党東京都連合推薦 | ○    |
|      | 門寛子     | 44   | 自由民主党   | 新   | 74,963票  | 32.87% | 64.39% | 公明党推薦               | ○    |
|      | 南北ちとせ | 48   | 日本維新の会 | 新   | 20,342票  | 8.92%  | 17.47% |                          | ○    |
|      | 大森紀明   | 53   | 参政党       | 新   | 16,310票  | 7.15%  | 14.01% |                          |      |

時の内閣：第1次岸田内閣 解散日：2021年10月14日 公示日：2021年10月19日
当日有権者数：47万6188人 最終投票率：61.03%（前回比：5.61%） （全国投票率：55.93%（2.25%））
| 当落 | 候補者名 | 年齢 | 所属党派     | 新旧 | 得票数    | 得票率 | 惜敗率 | 推薦・支持                             | 重複 |
| ---- | -------- | ---- | ------------ | ---- | --------- | ------ | ------ | -------------------------------------- | ---- |
| 当   | 吉田晴美 | 49   | 立憲民主党   | 新   | 137,341票 | 48.45% | ――     | れいわ新選組・社会民主党東京都連合推薦 | ○    |
|      | 石原伸晃 | 64   | 自由民主党   | 前   | 105,381票 | 37.17% | 76.73% |                                        | ○    |
|      | 笠谷圭司 | 41   | 日本維新の会 | 新   | 40,763票  | 14.38% | 29.68% |                                        | ○    |

- 木内は日本維新の会公認で2区から立候補したが落選。

時の内閣：第3次安倍第3次改造内閣 解散日：2017年9月28日 公示日：2017年10月10日
当日有権者数：47万738人 最終投票率：55.42%（前回比：0.81%） （全国投票率：53.68%（1.02%））
| 当落 | 候補者名 | 年齢 | 所属党派         | 新旧 | 得票数   | 得票率 | 惜敗率 | 推薦・支持 | 重複 |
| ---- | -------- | ---- | ---------------- | ---- | -------- | ------ | ------ | ---------- | ---- |
| 当   | 石原伸晃 | 60   | 自由民主党       | 前   | 99,863票 | 39.22% | ――     | 公明党推薦 | ○    |
|      | 吉田晴美 | 45   | 立憲民主党       | 新   | 76,283票 | 29.96% | 76.39% |            | ○    |
|      | 木内孝胤 | 51   | 希望の党         | 前   | 41,175票 | 16.17% | 41.23% |            | ○    |
|      | 長内史子 | 29   | 日本共産党       | 新   | 22,399票 | 8.80%  | 22.43% |            |      |
|      | 円より子 | 70   | 無所属           | 新   | 11,997票 | 4.71%  | 12.01% |            | ×    |
|      | 斎藤郁真 | 29   | 都政を革新する会 | 新   | 2,931票  | 1.15%  | 2.94%  |            |      |

- 円は第25回参院選の比例区に（旧）国民民主党公認、第49回衆院選の東京17区に（新）国民民主党公認で立候補したがいずれも落選。その後、第50回衆院選で（新）国民民主党の公認で再び立候補し、比例東京ブロックで当選した。

時の内閣：第2次安倍改造内閣 解散日：2014年11月21日 公示日：2014年12月2日
当日有権者数：46万4884人 最終投票率：54.61%（前回比：9.32%） （全国投票率：52.66%（6.66%））
| 当落 | 候補者名 | 年齢 | 所属党派   | 新旧 | 得票数    | 得票率 | 惜敗率 | 推薦・支持   | 重複 |
| ---- | -------- | ---- | ---------- | ---- | --------- | ------ | ------ | ------------ | ---- |
| 当   | 石原伸晃 | 57   | 自由民主党 | 前   | 116,193票 | 47.56% | ――     | 公明党推薦   | ○    |
|      | 円より子 | 67   | 民主党     | 新   | 73,348票  | 30.02% | 63.13% | 生活の党推薦 | ○    |
|      | 沢田真吾 | 29   | 日本共産党 | 新   | 37,788票  | 15.47% | 32.52% |              |      |
|      | 鈴木達夫 | 74   | 無所属     | 新   | 16,981票  | 6.95%  | 14.61% |              | ×    |

時の内閣：野田第3次改造内閣 解散日：2012年11月16日 公示日：2012年12月4日
当日有権者数：45万9547人 最終投票率：63.93%（前回比：1.57%） （全国投票率：59.32%（9.96%））
| 当落 | 候補者名 | 年齢 | 所属党派   | 新旧 | 得票数    | 得票率 | 惜敗率 | 推薦・支持                   | 重複 |
| ---- | -------- | ---- | ---------- | ---- | --------- | ------ | ------ | ---------------------------- | ---- |
| 当   | 石原伸晃 | 55   | 自由民主党 | 前   | 132,521票 | 46.93% | ――     | 公明党推薦                   | ○    |
|      | 山本太郎 | 38   | 無所属     | 新   | 71,028票  | 25.15% | 53.60% | 日本未来の党、社会民主党推薦 | ×    |
|      | 円より子 | 65   | 民主党     | 新   | 54,881票  | 19.43% | 41.41% |                              | ○    |
|      | 上保匡勇 | 28   | 日本共産党 | 新   | 23,961票  | 8.49%  | 18.08% |                              |      |

- 山本はのち第23回参院選に東京都選挙区から立候補し、当選。

時の内閣：麻生内閣 解散日：2009年7月21日 公示日：2009年8月18日
当日有権者数：46万985人 最終投票率：65.50%（前回比：0.89%） （全国投票率：69.28%（1.77%））
| 当落 | 候補者名 | 年齢 | 所属党派   | 新旧 | 得票数    | 得票率 | 惜敗率 | 推薦・支持           | 重複 |
| ---- | -------- | ---- | ---------- | ---- | --------- | ------ | ------ | -------------------- | ---- |
| 当   | 石原伸晃 | 52   | 自由民主党 | 前   | 147,514票 | 49.95% | ――     | 公明党推薦           | ○    |
|      | 保坂展人 | 53   | 社会民主党 | 前   | 116,723票 | 39.52% | 79.13% | 民主党、国民新党推薦 | ○    |
|      | 沢田俊史 | 58   | 日本共産党 | 新   | 24,965票  | 8.45%  | 16.92% |                      |      |
|      | 植田誠一 | 44   | 幸福実現党 | 新   | 6,132票   | 2.08%  | 4.16%  |                      |      |

- 保坂はかつては22区や6区で活動（第44回は比例単独）。2011年4月、世田谷区長選挙に立候補し当選。

時の内閣：第2次小泉改造内閣 解散日：2005年8月8日 公示日：2005年8月30日 最終投票率：64.61% （全国投票率：67.51%（7.65%））
| 当落 | 候補者名 | 年齢 | 所属党派   | 新旧 | 得票数    | 得票率 | 惜敗率 | 推薦・支持 | 重複 |
| ---- | -------- | ---- | ---------- | ---- | --------- | ------ | ------ | ---------- | ---- |
| 当   | 石原伸晃 | 48   | 自由民主党 | 前   | 161,966票 | 57.26% | ――     |            | ○    |
|      | 鈴木盛夫 | 39   | 民主党     | 新   | 94,074票  | 33.26% | 58.08% |            | ○    |
|      | 沢田俊史 | 54   | 日本共産党 | 新   | 26,819票  | 9.48%  | 16.56% |            |      |

時の内閣：第1次小泉第2次改造内閣 解散日：2003年10月10日 公示日：2003年10月28日 （全国投票率：59.86%（2.63%））
| 当落 | 候補者名 | 年齢 | 所属党派   | 新旧 | 得票数    | 得票率 | 惜敗率 | 推薦・支持 | 重複 |
| ---- | -------- | ---- | ---------- | ---- | --------- | ------ | ------ | ---------- | ---- |
| 当   | 石原伸晃 | 46   | 自由民主党 | 前   | 136,429票 | 54.98% | ――     |            | ○    |
|      | 鈴木盛夫 | 37   | 民主党     | 新   | 78,007票  | 31.43% | 57.18% |            | ○    |
|      | 沢田俊史 | 52   | 日本共産党 | 新   | 17,572票  | 7.08%  | 12.88% |            |      |
|      | 杉山章子 | 26   | 社会民主党 | 新   | 16,156票  | 6.51%  | 11.84% |            | ○    |

時の内閣：第1次森内閣 解散日：2000年6月2日 公示日：2000年6月13日 （全国投票率：62.49%（2.84%））
| 当落 | 候補者名   | 年齢 | 所属党派   | 新旧 | 得票数    | 得票率 | 惜敗率 | 推薦・支持       | 重複 |
| ---- | ---------- | ---- | ---------- | ---- | --------- | ------ | ------ | ---------------- | ---- |
| 当   | 石原伸晃   | 43   | 自由民主党 | 前   | 105,779票 | 43.66% | ――     |                  |      |
|      | 片山光代   | 60   | 民主党     | 新   | 77,132票  | 31.84% | 72.92% |                  | ○    |
|      | 山崎和子   | 55   | 日本共産党 | 新   | 36,546票  | 15.09% | 34.55% |                  |      |
|      | 長谷川英憲 | 62   | 無所属     | 新   | 22,799票  | 9.41%  | 21.55% | 都政を革新する会 | ×    |

時の内閣：第1次橋本内閣 解散日：1996年9月27日 公示日：1996年10月8日 （全国投票率：59.65%（8.11%））
| 当落 | 候補者名 | 年齢 | 所属党派   | 新旧 | 得票数   | 得票率 | 惜敗率 | 推薦・支持 | 重複 |
| ---- | -------- | ---- | ---------- | ---- | -------- | ------ | ------ | ---------- | ---- |
| 当   | 石原伸晃 | 39   | 自由民主党 | 前   | 74,856票 | 32.67% | ――     |            | ○    |
|      | 山田宏   | 38   | 新進党     | 前   | 67,670票 | 29.53% | 90.40% |            |      |
|      | 八田和佳 | 36   | 日本共産党 | 新   | 40,677票 | 17.75% | 54.34% |            |      |
|      | 村田誠醇 | 49   | 民主党     | 新   | 37,598票 | 16.41% | 50.23% |            | ○    |
|      | 辻毅     | 53   | 無所属     | 新   | 8,324票  | 3.63%  | 11.12% |            | ×    |

- 山田は後に杉並区長となる[注釈 1]。第46・47回は東京19区で活動[注釈 2]。その後、第24回参議院議員通常選挙に比例代表より自民党公認で立候補し、当選。